# Macromitrium cucullatulum
Macromitrium cucullatulum är en bladmossart som beskrevs av C. Müller in Brizi 1893. Macromitrium cucullatulum ingår i släktet Macromitrium och familjen Orthotrichaceae. Inga underarter finns listade i Catalogue of Life.